# Wereldbeker schaatsen 2008/2009 - Wereldbeker 2 - 1e 500 meter vrouwen
De derde van 13 wedstrijden voor de wereldbeker schaatsen 500 meter wordt gehouden op 14 november 2008 in Heerenveen.

## Uitslag A-divisie
| rang   | schaatser            | tijd    | punten |
| ------ | -------------------- | ------- | ------ |
| Goud   | Jenny Wolf           | 37,60   | 100    |
| Zilver | Wang Beixing         | 37,63   | 80     |
| Brons  | Lee Sang-hwa         | 38,22   | 70     |
| 4      | Annette Gerritsen    | 38,75   | 60     |
| 5      | Margot Boer          | 38,78   | 50     |
| 6      | Tomomi Okazaki       | 38,84   | 45     |
| 7      | Sayuri Osuga         | 38,85   | 40     |
| 8      | Sayuri Yoshii        | 38,94   | 36     |
| 9      | Jekaterina Malysjeva | 38,96   | 32     |
| 10     | Bo-Ra Lee            | 38,97   | 28     |
| 11     | Christine Nesbitt    | 39,05   | 24     |
| 12     | Elli Ochowicz        | 39,11   | 21     |
| 13     | Shannon Rempel       | 39,24   | 18     |
| 14     | Xing Aihua           | 39,25   | 16     |
| 15     | Joelia Nemaja        | 39,41   | 14     |
| 16     | Yukari Watanabe      | 39,43   | 12     |
| 17     | Thijsje Oenema       | 39,48   | 10     |
| 18     | Ren Hui              | 39,53   | 8      |
| 19     | Marianne Timmer      | 40,49   | 6      |
| 20     | Nao Kodaira          | 1.17,21 | 5      |

## Loting
| rit | binnenbaan           | buitenbaan        |
| --- | -------------------- | ----------------- |
| 1   | Ren Hui              | Yukari Watanabe   |
| 2   | Elli Ochowicz        | Thijsje Oenema    |
| 3   | Jekaterina Malysjeva | Tomomi Okazaki    |
| 4   | Christine Nesbitt    | Xing Aihua        |
| 5   | Shannon Rempel       | Joelia Nemaja     |
| 6   | Marianne Timmer      | Sayuri Osuga      |
| 7   | Margot Boer          | Bo-Ra Lee         |
| 8   | Sayuri Yoshii        | Nao Kodaira       |
| 9   | Lee Sang-hwa         | Annette Gerritsen |
| 10  | Wang Beixing         | Jenny Wolf        |

## Top 10 B-divisie
| rang | schaatser           | tijd     | punten |
| ---- | ------------------- | -------- | ------ |
| 1    | Xiaomei Sheng       | 39,21    | 25     |
| 2    | Monique Angermüller | 39,33    | 19     |
| 3    | Svetlana Kajkan     | 39,58    | 15     |
| 4    | Pamela Zoellner     | 39,59    | 11     |
| 5    | Heike Hartmann      | 39,62(0) | 8      |
| 6    | Paulina Wallin      | 39,62(1) | 6      |
| 7    | Jennifer Rodriguez  | 39,71(6) | 4      |
| 8    | Natasja Bruintjes   | 39,71(7) | 2      |
| 9    | Heather Richardson  | 39,82    | 1      |
| 10   | Judith Hesse        | 39,83    | 0      |